# (23963) 1998 WY8
(23963) 1998 WY8 è un asteroide troiano di Giove del campo greco. Scoperto nel 1998, presenta un'orbita caratterizzata da un semiasse maggiore pari a 5,216144 UA e da un'eccentricità di 0,089776, inclinata di 4,131274° rispetto all'eclittica. Ha un diametro di 19,945 km e un'albedo di 0,102.